# 28519 Sweetman
28519 Sweetman este o planetă minoră (asteroid), cu un diametru de 3,43 km, din centura de asteroizi. A fost descoperită pe 26 februarie 2000 la Catalina Station⁠(d) de Catalina Sky Survey. 
Obiectul prezintă o orbită caracterizată de o semiaxă mare de 2,2905216 UAi, o excentricitate de 0,15, o înclinație de 5,07097 ° în raport cu ecliptica.